# ايمري دايفيد
ايمري دايفيد (بالمجرية: Dávid Imre)‏ هو مجدف مجري، ولد في 4 يونيو 1944 في بودابست في المجر.

## وصلات خارجية
- ايمري دايفيد على موقع الاتحاد الدولي للتجديف (الإنجليزية)
- ايمري دايفيد على موقع أوليمبيديا (الإنجليزية)
- ايمري دايفيد على موقع اللجنة الأولمبية المجرية (الهنغارية)